# Estatua de Pablo Ruiz Picasso
La Estatua de Pablo Ruiz Picasso es una escultura obra de Francisco López Hernández que se encuentra en su ciudad natal de Málaga, España. Representa al artista sentando en un banco de mármol, con un cuaderno y un lápiz. Fue inaugurada el 5 de diciembre de 2008.                          
La obra se encuentra en la plaza de la Merced del distrito Centro, frente a la casa natal de Picasso, sede de la Fundación Picasso. Las proporción de la figura es ligeramente superior con respecto a la estatura real de Picasso.

## Curiosidades
La estatua ha participado en numerosas performances a lo largo del tiempo que lleva ubicada en la plaza como es el caso de la Noche en Blanco que se celebra desde el 2009 en la ciudad, donde dependiendo de la temática la estatua de Pablo se decora de una manera u otra.
En abril de 2013, un grupo de vándalos arrancaron la estatua de su banco para intentar llevárselo. Debido al peso de la estatua no pudieron trasportarla muy lejos, por lo que fue encontrada en un banco cercano.